# Hygrodromicus
Hygrodromicus is een geslacht van kevers uit de familie van de kortschildkevers (Staphylinidae).

## Soorten
- Hygrodromicus behnei Zerche, 1992[2]
- Hygrodromicus cachemiricus Coiffait, 1983[3]
- Hygrodromicus carbonarius Cheng, Li & Peng, 2021[4]
- Hygrodromicus coriaceus (Cameron, 1924)
  - =[2] Geodromicus coriaceus Cameron, 1924
- Hygrodromicus danlangi Cheng, Li & Peng, 2021[4]
- Hygrodromicus klapperichi Coiffait, 1982[5]
- Hygrodromicus ledouxi Coiffait, 1983[3]
- Hygrodromicus meurguesae Coiffait, 1981[6]
- Hygrodromicus obesus Tronquet, 1981
- Hygrodromicus ovalis (Luze, 1904)
  - =[2] Geodromicus ovalis Luze, 1904
- Hygrodromicus palliditarsis Coiffait, 1983[3]
- Hygrodromicus punctatissimus Coiffait, 1983[3]
- Hygrodromicus reitteri (Scheerpeltz, 1933) 
  - =[2] Geodromicus reitteri Scheerpeltz, 1933
  - = Geodromicus lestevoides (Reitter, 1900) (nee Sharp, 1889)
- Hygrodromicus shaanxiensis Cheng, Li & Peng, 2021[4]
- Hygrodromicus splendidus Zerche, 1992[2]
- Hygrodromicus wittmeri Coiffait, 1984[7]
- Hygrodromicus wrasei Zerche, 1992[2]